# Riella cossoniana
Riella cossoniana là một loài rêu trong họ Riellaceae. Loài này được Trab. mô tả khoa học đầu tiên.